# Río Niblinto
Río Niblinto är ett vattendrag i Chile.   Det ligger i regionen Región del Biobío, i den södra delen av landet, 400 km söder om huvudstaden Santiago de Chile.
I omgivningen kring Río Niblinto växer i huvudsak blandskog. Området är glesbefolkat, med 10 invånare per kvadratkilometer.